# Маній Ацилій Глабріон (трибун)
Маній Ацилій Глабріон (лат. Manius Acilius Glabrio) — давньоримський політик і сенатор кінця II ст. до н. е. Походив з роду Ациліїв. Був зятем Квінта Муція Сцеволи.
Був народним трибуном приблизно в 122 р. до н. е.. На своїй посаді провів закон de repetundis, що передбачав покарання за грабунок провінцій. Також був прихильником Гая Гракха.

## Родина
Дружина — Муція, донька Публія Муція Сцеволи, великого понтифіка
Діти:
- Маній Ацилій Глабріон, консул 67 року до н. е.